# Marek Melech
Marek Melech (ur. 11 czerwca 1990) – polski lekkoatleta, sprinter.
Brązowy medalista mistrzostw Polski seniorów (2010) w sztafecie 4 x 100 metrów w barwach AZS AWF Biała Podlaska.